# Clickies
De Clickies, voluit de Clickburg Webcomic Awards, waren prijzen voor de beste Nederlandse en Vlaamse webcomics (strips op internet). In 2005 werden de Clickies voor het eerst uitgereikt, tijdens de eenmalige webcomicbeurs Clickburg. Dit evenement werd georganiseerd door de gelijknamige stichting. In 2006 en 2010 gebeurde dat op de Stripdagen Haarlem, in 2007 op de Stripdagen te Houten.
- Winnaars in 2005: Jean-Marc van Tol (Poepoe), Han Hoogerbrugge (Hotel) en Geza Dirks (Geza.nu).
- Winnaars in 2006: Liz Greenfield (Stuff Sucks), Stephan Brusche (Mijn wekelijkse stripje) en Daniel Merlin Goodbrey (E-Merl.com).
- Winnaars in 2007: Rob van Barneveld (Rood Gras), Martijn van Santen (Werk in uitvoering), Sandra Kleine Staarman (Little Starman), Pulp deLuxe, Floor de Goede (DoyouknowFlo) en René van Densen.
- Winnaars in 2010: Hallie Lama (Hallie Lama), Tsetsuna (Curtain Call) en Michiel van de Pol (Cartoondiarree).

De Clickies waren een initiatief van Stichting Clickburg, die zich inzet voor de promotie van webcomics in Nederland.